# Direct Yellow 1
C.I. Direct Yellow 1 ist ein Disazofarbstoff aus der anwendungstechnischen Gruppe der Direktfarbstoffe, der als Baumwollfarbstoff verwendet wurde.

## Geschichte
Der Farbstoff wurde 1884 durch den Chemiker Eugen Frank bei der Farbenfabrik Elberfeld (vorm. Friedrich Bayer & Co) entwickelt.

## Herstellung
Direct Yellow 1 wird durch Diazotierung von Benzidin und anschließender Azokupplung mit Salicylsäure hergestellt.

## Verwendung
Direct Yellow 1 wurde als Farbstoff zum Färben von Baumwolle verwendet. Da unter reduktiven Bedingungen aus dem Farbstoff das karzinogene Benzidin freigesetzt werden kann, gehört der Farbstoff nach Anlage 1 (zu § 3) der Bedarfsgegenständeverordnung (BedGgstV) zu den verbotenen Stoffen und darf nicht für Textil- und Ledererzeugnisse verwendet werden, die längere Zeit mit der menschlichen Haut oder der Mundhöhle direkt in Berührung kommen können (z. B. Kleidung, Bettwäsche, Handtücher, Schuhe, Handschuhe, für den Endverbraucher bestimmte Garne und Gewebe).
Direct Yellow 1 und seine Derivate verringern bei Mäusen die Neurotoxizität von Beta-Amyloid, die eine maßgebliche Rolle bei der Alzheimer-Krankheit spielt.